# Perenethis kawangisa
Perenethis kawangisa là một loài nhện trong họ Pisauridae.
Loài này thuộc chi Perenethis. Perenethis kawangisa được Alberto Barrion & James A. Litsinger miêu tả năm 1995.